# 세르비아 몬테네그로 헌법 헌장
세르비아 몬테네그로 헌법 헌장(세르비아어: Уставна повеља Србије и Црне Горе / Ustavna povelja Srbije i Crne Gore)은 2003년 2월 4일 발효되었다. 이전의 연방 헌법을 개정하여 세르비아 몬테네그로 국가연합이라는 하나의 정부 하에서 세르비아와 몬테네그로 간의 국가 연합을 창설하였다.
그 결과, 유고슬라비아라는 이름은 74년 만에 역사 속으로 사라졌다.

## 같이 보기
- 유고슬라비아 연방공화국 헌법
- 몬테네그로 헌법
- 세르비아 헌법
- 세르비아 몬테네그로